# 史丹·斯塔夏克
史丹·斯塔夏克（英語：Stan Stasiak，1937年4月13日—1997年6月19日），本名喬治·艾米爾·史迪畢許（英語：George Emile Stipich），是加拿大已故的職業摔角選手。史丹·斯塔夏克是第五位WWWF冠軍。史丹·斯塔夏克的父親是同為摔角選手的尚恩·斯塔夏克。

## 冠軍及成就

### 國家摔角聯盟
- NWA洲際雙打冠軍 (多倫多)（英语：NWA International Tag Team Championship (Toronto version)）（一次）
- NWA加拿大雙打冠軍 (溫哥華)（英语：NWA Canadian Tag Team Championship (Vancouver version)）（兩次）
- NWA指虎冠軍 (德州)（英语：NWA Brass Knuckles Championship (Texas version)）（兩次）
- NWA德州重量級冠軍（英语：NWA Texas Heavyweight Championship）（一次）
- NWA德州雙打冠軍（英语：NWA Texas Heavyweight Championship）（一次）
- NWA指虎冠軍 (阿馬里洛)（英语：NWA Brass Knuckles Championship (Amarillo version)）（一次）
- NWA西北太平洋重量級冠軍（英语：NWA Pacific Northwest Heavyweight Championship）（六次）
- NWA西北太平洋雙打冠軍（英语：NWA Pacific Northwest Tag Team Championship）（八次）
- NWA加拿大重量級冠軍 (卡加利)（英语：NWA Canadian Heavyweight Championship (Calgary version)）（三次）

### 國家摔角聯邦（英语：National Wrestling Federation）
- NWF北美重量級冠軍（英语：NWF North American Heavyweight Championship）（一次）

### 牛仔摔角（英语：Stampede Wrestling）
- 牛仔北美重量級冠軍（英语：Stampede North American Heavyweight Championship）（一次）
- 牛仔摔角名人堂[2]

### 世界冠軍摔角（英语：World Championship Wrestling (Australia)）
- IWA世界重量級冠軍（英语：IWA World Heavyweight Championship (WCW Australia)）（一次）

### 世界廣泛摔角聯盟
- WWWF冠軍（一次）[3]

## 外部連結
- 史丹·斯塔夏克成為世界冠軍的那一夜 （页面存档备份，存于） - 法蘭克·杜塞克
- 史丹·斯塔夏克於線上摔角世界 （页面存档备份，存于）